# Hundegäddevattnet (Hjärtums socken, Bohuslän)
Hundegäddevattnet är en sjö i Lilla Edets kommun i Bohuslän och ingår i Göta älvs huvudavrinningsområde.